# Ehrește
Ehrește (ukr. Єгрище, Jehryszcze) – wieś w Rumunii, w okręgu Suczawa, w gminie Brodina. W 2011 roku liczyła 109 mieszkańców.